# Xã South Homer, Quận Champaign, Illinois
Xã South Homer (tiếng Anh: South Homer Township) là một xã thuộc quận Champaign, tiểu bang Illinois, Hoa Kỳ. Năm 2010, dân số của xã này là 1.601 người.